# Hostre
Hostre (en ukrainien : Гостре, en russe : Острое, Ostroïe) est une commune urbaine de l'est de l'Ukraine, dans l'oblast de Donetsk, dépendante du raïon de Pokrovsk et de la communauté urbaine de la ville de Kourakhove. Sa population s'élevait à 577 habitants en 2022.

## Géographie
La commune de Hostre se situe entre les rivières Osykova au sud, Lozova au nord, et Vovtcha à l'ouest, dont les deux premières sont des affluents. La rivière Vovtcha est elle-même un affluent de la rivière Samara, dans le système hydrologique de la rive gauche du fleuve Dniepr. Elle se trouve à 9,5 km à l'est de la ville de Kourakhove, et à 30 km à l'ouest de celle de Donetsk.